# Isachne dimyloides
Isachne dimyloides là một loài thực vật có hoa trong họ Hòa thảo. Loài này được Bor mô tả khoa học đầu tiên năm 1949.